# 克魯赫萊 (丘胡伊夫區)
50°25′22″N 37°25′0″E / 50.42278°N 37.41667°E
克魯赫萊（烏克蘭語：Кругле）是位於烏克蘭東部的村莊，由哈爾科夫州丘胡伊夫区的沃夫昌斯克市鎮負責管轄。該村始建於1700年，面積0.44平方公里，海拔高度189米，2001年人口21，人口密度每平方公里47.7人。